# Красносільська сільська рада (Збаразький район)
Красносі́льська сільська́ ра́да — адміністративно-територіальна одиниця та орган місцевого самоврядування у Збаразькому районі Тернопільської області. Адміністративний центр — село Красносільці.

## Загальні відомості
Красносільська сільська рада утворена в 1940 році.
- Територія ради: 17,38 км²
- Населення ради: 775 осіб (станом на 2001 рік)
- Територією ради протікає річка Гнізна

## Населені пункти
Сільській раді були підпорядковані населені пункти:
- с. Красносільці
- с. Розношинці

## Склад ради
Рада складалася з 14 депутатів та голови.
- Голова ради: Симчук Іван Іванович
- Секретар ради: Петришин Світлана Дмитрівна

### Керівний склад попередніх скликань
| Прізвище, ім'я, по батькові | Основні відомості                                                                     | Дата обрання | Дата звільнення |
| --------------------------- | ------------------------------------------------------------------------------------- | ------------ | --------------- |
| Гриців Василь Миколайович   | Сільський голова, 1949 року народження, член Всеукраїнського об'єднання «Батьківщина» | 26.03.2006   | 20.05.2010      |
| Симчук Іван Іванович        | Сільський голова, 1958 року народження, освіта вища, безпартійний                     | 31.10.2010   |                 |

Примітка: таблиця складена за даними сайту Верховної Ради України

### Депутати
За результатами місцевих виборів 2010 року депутатами ради стали:

#### За суб'єктами висування
| Суб'єкт висування | Кількість обраних депутатів | %   |
| ----------------- | --------------------------- | --- |
| Самовисування     | 14                          | 100 |

#### За округами
| № округу | Прізвище, ім'я, по батькові    | Дата визнання обраним | Освіта  | Партійна приналежність      | Відомості про обраного депутата           |
| -------- | ------------------------------ | --------------------- | ------- | --------------------------- | ----------------------------------------- |
| 1        | Рабада Ганна Антонівна         | 02.11.2010            | вища    | позапартійна                | Красносільська с.р., секретар             |
| 2        | Рабада Іван Ількович           | 02.11.2010            | середня | позапартійний               | ТОВ «Збаражцукор», оператор БУМу          |
| 3        | Яремко Оксана Зеновіївна       | 02.11.2010            | вища    | позапартійна                | ТЦСО, соціальний працівник                |
| 4        | Сосовська Надія Степанівна     | 02.11.2010            | середня | позапартійна                | ТОВ «Берегиня Добра», бухгалтер           |
| 5        | Гой Ярослав Степанович         | 02.11.2010            | середня | позапартійний               | тимчасово не працює                       |
| 6        | Жак Галина Іванівна            | 02.11.2010            | вища    | позапартійна                | Збараж РЕМ, технік                        |
| 7        | Грець Ярослав Григорович       | 02.11.2010            | вища    | позапартійний               | Агрофірма «Швардцвальд»                   |
| 8        | Паньків Марія Володимирівна    | 02.11.2010            | вища    | позапартійна                | ТОВ «Берегиня Добра», бухгалтер           |
| 9        | Ничка Андрій Володимирович     | 02.11.2010            | вища    | позапартійний               | Будинок культури, художній керівник       |
| 10       | Лабайчук Іван Павлович         | 02.11.2010            | середня | позапартійний               | КП «Тернопільміськавтотранст», механік    |
| 11       | Росіл Леся Михайлівна          | 02.11.2010            | вища    | позапартійна                | фельдшерсько-акушерський пункт, медсестра |
| 12       | Петришин Світлана Дмитрівна    | 02.11.2010            | вища    | позапартійна                | Бібліотека, бібліотекар                   |
| 13       | Карабін Марія Петрівна         | 02.11.2010            | вища    | член Народного Руху України | тимчасово не працює                       |
| 14       | Бригідир Михайло Володимирович | 02.11.2010            | середня | позапартійний               | Агрофірма «Швардцвальд», механік          |